# 簡聖哲
簡聖哲，曾任台聯台北市黨部執行長、台聯中央黨部文宣部副主任、立法院台聯黨團新聞聯絡人。
從政初期以獨派團體參與各項民主抗爭活動。2014年曾參選台北市中山、大同區第12屆議員選舉。

## 政治經歷
- 立法委員賴振昌國會辦公室執行長
- 台聯台北市黨部執行長
- 台聯中央黨部文宣部副主任
- 立法院台聯黨團新聞聯絡
- 台聯立法委員台北市聯合服務處執行長
- 908台灣國運動辦公室主任